# Ресс, Катрин
Катрин Ресс (итал. Kathrin Ress; род. 26 июня 1985 года в Салорно, Больцано, Трентино-Альто-Адидже, Италия) — итальянская профессиональная баскетболистка, выступавшая в женской национальной баскетбольной ассоциации. Она была выбрана на драфте ВНБА 2007 года во втором раунде под общим двадцать четвёртым номером командой «Миннесота Линкс». Играла на позиции тяжёлого форварда и центровой.
В составе национальной сборной Италии Ресс принимала участие на чемпионатах Европы 2007 года в Италии, 2009 года в Латвии, 2013 года во Франции, 2015 года в Венгрии и Румынии и 2017 года в Чехии.

## Ранние годы
Катрин родилась 26 июня 1985 года в городке Салорно (провинция Больцано) в семье Джервазио и Маргарет Ресс, у неё есть старшие два брата, Мануэль и Томас, и сестра, Бетти, училась в городе Уилинг (штат Западная Виргиния) в академии Маунт-де-Шанталь, в которой выступала за местную баскетбольную команду.